# 가우스 잡음
신호 처리 이론에서 카를 프리드리히 가우스(Carl Friedrich Gauss)의 이름을 딴 가우스 잡음(Gaussian Noise)은 정규 분포(가우스 분포)와 동일한 확률 밀도 함수(pdf)를 갖는 신호 잡음의 일종이다. 즉, 노이즈가 취할 수 있는 값은 가우스 분포이다.
가우스 확률 변수 z의 확률 밀도 함수 p는 다음과 같이 지정된다.
{\displaystyle \varphi (z)={\frac {1}{\sigma {\sqrt {2\pi }}}}e^{-(z-\mu )^{2}/(2\sigma ^{2})}}
여기서 z는 그레이 레벨, u는 평균 그레이 값, a는 이 값의 표준 편차이다.

## 같이 보기
- 가우시안 과정
- 가우시안 블러